# Francisca Fernández-Hall
Francisca Fernández-Hall Zúñiga (1921-2002) là một kỹ sư và nhà ngoại giao người Guatemala. Bà là người phụ nữ đầu tiên tốt nghiệp Đại học de San Carlos de Guatemala, người phụ nữ đầu tiên ở Trung Mỹ có bằng kỹ sư, người phụ nữ đầu tiên được chấp nhận và theo học tại Học viện Miluto de Engenharia của Brazil và là người đầu tiên nữ đại sứ tại Guatemala.

## Tiểu sử
Francisca Fernández-Hall Zúñiga sinh năm 1921  tại thành phố Guatemala, Guatemala, với nhà văn Francisco Fernández-Hall và Concepción Zúñiga Becker. Bà là một trong năm anh chị em, bao gồm Alicia, Haroldo, María Teresa Fernández-Hall de Arévalo, và Francisco Fernández-Hall, từng là một nhà báo, giáo viên tại Colegio de San José de los Infantes, và phục vụ là Giám đốc của Bảo tàng Lịch sử và Mỹ thuật. Mẹ của họ qua đời vào năm 1926 và những đứa trẻ được nuôi dạy bởi người cha của họ, những người không bao giờ tái hôn.
bà đã có bằng Cử nhân Khoa học và Thư và Thạc sĩ Giáo dục trước khi nộp đơn vào khoa kỹ thuật tại Đại học de San Carlos de Guatemala, nơi bà bị từ chối. Ban đầu, bà muốn học luật, nhưng không thể đáp ứng yêu cầu đầu vào. bà đăng ký vào khoa toán và sau khi đạt được số điểm hoàn hảo trong một kỳ thi ba tháng sau đó, được nhận vào chương trình kỹ sư. Bà có điểm trung bình cao nhất và tốt nghiệp bằng Kỹ sư Xây dựng năm 1947, người phụ nữ đầu tiên ở Trung Mỹ có bằng toán học và tốt nghiệp kỹ sư tại Đại học de San Carlos de Guatemala. bà đã giành được học bổng học ngành kỹ thuật tại Học viện Miluto de Engenharia (Học viện Kỹ thuật Quân sự) ở Rio de Janeiro, Brazil, người phụ nữ đầu tiên từng chấp nhận hoặc theo học, tốt nghiệp năm 1950 với bằng Kỹ sư Xây dựng.
Trong khi bà đang làm việc với tấm bằng kỹ sư của mình, Fernández-Hall đã giảng dạy tại Colegio Belga và Học viện Trung tâm bình thường của Học viện Señoritas Belén. Khi bà chuyển đến Brazil để tiếp tục học, bà tham gia dịch vụ nước ngoài và làm Tùy viên văn hóa cho Guatemala.
Sau khi tốt nghiệp, bà có một sự nghiệp ngoại giao lâu dài, đại diện cho Guatemala ở Hy Lạp, Israel và Costa Rica. Bà là nữ đại sứ đầu tiên của Guatemala  và được liệt kê là Đại biện lâm thời cho Israel năm 1956 trong cuốn niên giám của chính phủ. Khi làm đại sứ vào năm 1959, bà đã giúp nhạc sĩ Jorge Sarmientos khởi động sự nghiệp quốc tế của mình, và năm 1960, bà đã gặp Golda Meir. Năm 1975, Fernández-Hall chuyển đến Costa Rica, nơi bà phục vụ cho đến năm 1981. Khi ở Israel, bà là Trưởng khoa ngoại giao nước ngoài.
Fernández-Hall qua đời năm 2002  và được chôn cất tại Nghĩa trang chung ở thành phố Guatemala.

## Giải thưởng
- 1947 Premio Unión y Lao động (giải thưởng học thuật) Đại học de San Carlos de Guatemala [1]
- 1997 Huân chương Danh dự cho Bằng khen Đại học de San Carlos de Guatemala [1]
- Huân chương của Quetzal [17]
- Huy hiệu Bạc 2001 từ Hội đồng Phụ nữ Quốc gia Guatemala [18]